# Holger Poppenhäger

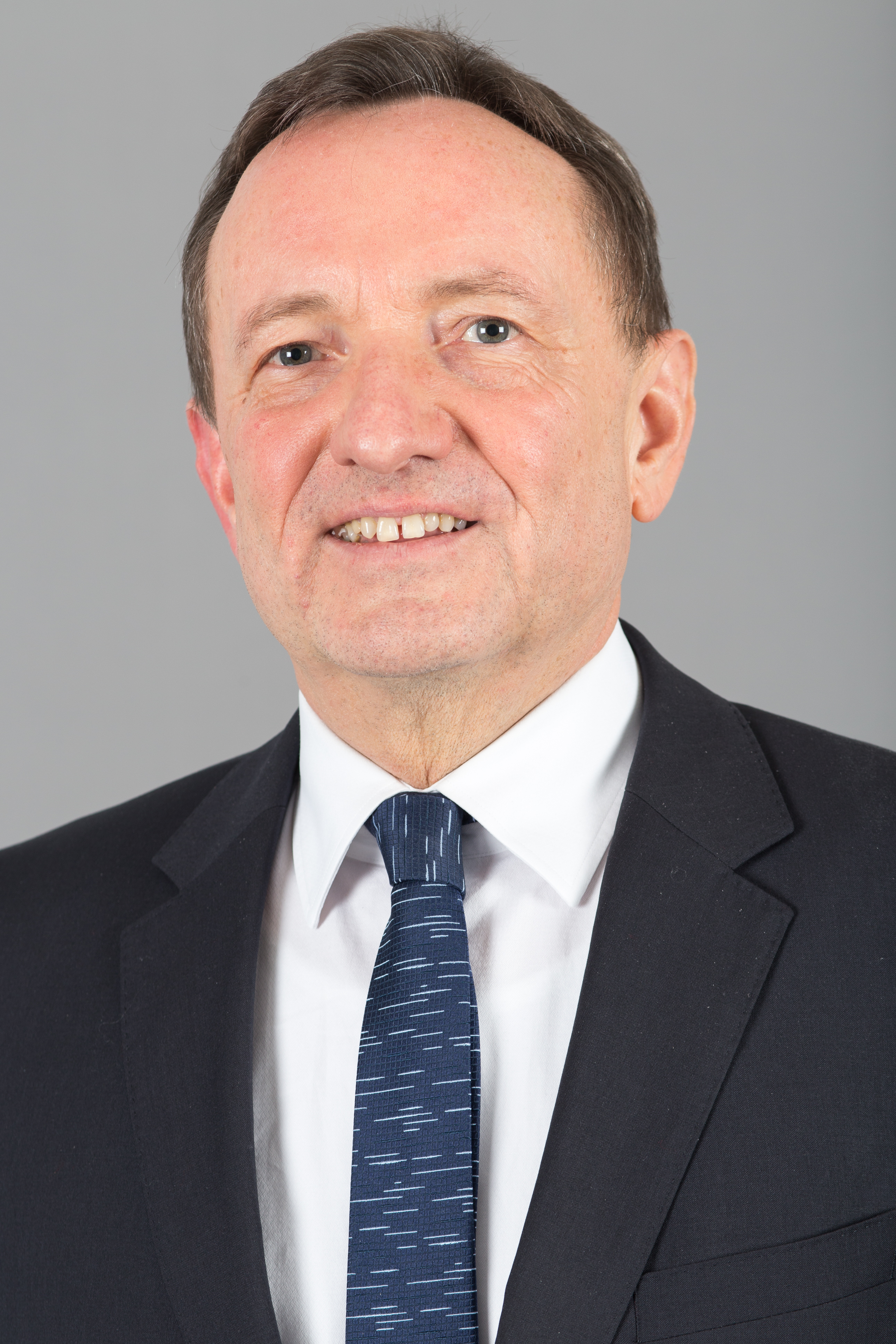
Holger Poppenhäger

Holger Poppenhäger (* 3. April 1957 in Kassel) ist ein deutscher Jurist, Politiker (SPD) und Beamter. Er war von November 2009 bis Dezember 2014 Thüringer Justizminister im Kabinett Lieberknecht und von Dezember 2014 bis August 2017 Thüringer Minister für Inneres und Kommunales im Kabinett Ramelow I. Seit dem 1. Mai 2018 ist er Präsident des Thüringer Landesamtes für Statistik.

## Werdegang
Poppenhäger studierte von 1976 bis 1984 Rechtswissenschaften an der Justus-Liebig-Universität Gießen, wo er im Dezember 1980 Vorsitzender des Allgemeinen Studierendenausschusses wurde. Nach dem ersten Staatsexamen im November 1984 absolvierte er von 1985 bis 1987 sein Referendariat in Frankfurt am Main und Gießen und im März 1988 das zweite juristische Staatsexamen. Von Mai 1988 bis Februar 1989 arbeitete er als Verwaltungsjurist im Regierungspräsidium Gießen, anschließend von 1989 bis 1994 im Statistischen Bundesamt in Wiesbaden, zuletzt ab 1992 als Referatsleiter in der Gruppe „Statistikrelevante Rechtsangelegenheiten“. 1994 wurde er von der Universität Gießen mit summa cum laude zum Doktor der Rechtswissenschaften promoviert; der Titel seiner Dissertation lautete Die Übermittlung und Veröffentlichung statistischer Daten im Lichte des Rechts auf informationelle Selbstbestimmung.
Ab 1994 war er als höherer Verwaltungsbeamter für den Thüringer Landtag tätig. Daneben hatte er 2002/2003 einen Lehrauftrag an der Staatswissenschaftlichen Fakultät der Universität Erfurt inne. Vom 4. November 2009 bis zum 5. Dezember 2014 war er im Kabinett Lieberknecht Thüringer Justizminister. Seit dem 5. Dezember 2014 war Poppenhäger Thüringer Minister für Inneres und Kommunales im Kabinett Ramelow I. Als Innenminister war Poppenhäger maßgeblich verantwortlich für die Gebietsreform in Thüringen, eines der zentralen Projekte der rot-rot-grünen Koalition. Nach Verzögerungen in der Reform, die von 2018 auf 2021 verschoben worden ist, wurde Poppenhäger auf Betreiben des SPD-Landesvorsitzenden Andreas Bausewein am 30. August 2017 als Minister entlassen; unmittelbar danach wurde Georg Maier zu seinem Nachfolger ernannt.
Poppenhäger war von 2006 bis 2012 SPD-Kreisvorsitzender in Erfurt, ist Mitglied des Forums Demokratische Linke 21 und wurde am 7. Juni 2009 bei den Kommunalwahlen in Thüringen als Stadtrat in Erfurt gewählt. Eine gleichzeitige Kandidatur für das Europaparlament scheiterte. 2010 bis 2015 gehörte er dem Ausschuss der Regionen der Europäischen Union an. Bei der Landtagswahl in Thüringen 2014 kandidierte er für ein Direktmandat im Wahlkreis Unstrut-Hainich-Kreis I und erhielt 17,4 Prozent der Stimmen.
Am 28. November 2017 wurde er vom Kabinett mit Wirkung zum 1. Mai 2018 zum Präsidenten des Thüringer Landesamtes für Statistik bestellt. Der Thüringer CDU-Generalsekretär Raymond Walk kritisierte dies im Zusammenhang mit Poppenhägers Entlassung als Versorgung mit Posten. Der Wechsel Poppenhägers in das Amt des Präsidenten des Thüringer Landesamts für Statistik erfolgte indessen nicht zeitgleich mit der Ernennung zum Thüringer Landeswahlleiter. Erst mit Beschluss der Landesregierung vom 14. Dezember 2021 wurde Poppenhäger mit Wirkung vom 1. Januar 2022 zum Landeswahlleiter ernannt. Zuvor war er seit Februar 2021 stellvertretender Landeswahlleiter.
Poppenhäger ist seit dem Jahr 2010 Vorsitzender des gemeinnützigen Vereins Theater Waidspeicher e. V. in Erfurt.

## Familie
Holger Poppenhäger lebt seit 1995 in Erfurt, ist evangelisch, verheiratet und hat eine Tochter.

## Publikationen
- mit Manfred Baldus, Joachim Linck, Joachim Lindner, Matthias Ruffert (Hrsg.): Die Verfassung des Freistaats Thüringen. Handkommentar, Nomos, Baden-Baden 2013, ISBN 978-3-8329-7245-5.
  - 2. Auflage mit Michael Brenner, Klaus Hinkel, Jörg Hopfe, Klaus von der Weiden (Hrsg.): Die Verfassung des Freistaats Thüringen. Handkommentar, Nomos, Baden-Baden 2023, ISBN 978-3-7560-0075-3.
- Informationelle Gewaltenteilung, Zulässigkeit und Grenzen der Nutzung personenbezogener Daten für statistische Zwecke und Zwecke des Verwaltungsvollzugs, Neue Zeitschrift für Verwaltungsrecht 1992, 149.
- Zur Regelungstiefe statistischer Rechtsgrundlagen, Neue Zeitschrift für Verwaltungsrecht 1992, 241.
- Die Feststellung der amtlichen Bevölkerungszahl der Gemeinden - zur Feststellungsbefugnis der statistischen Ämter durch Bescheid, Neue Zeitschrift für Verwaltungsrecht 1993, 444.
- Die Übermittlung und Veröffentlichung statistischer Daten im Lichte des Rechts auf informationelle Selbstbestimmung, Dissertation, Berlin 1995.
- Bereichsspezifischer Datenschutz und statistische Geheimhaltung bei der Gebäude- und Wohnungszählung 1995, Landes- und Kommunalverwaltung 1995, 313.
- Erläuterungen zum Gesetz über die Statistik für Bundeszwecke, in: Das deutsche Bundesrecht, Stand: 761. Lieferung Juli 1996, VIII Z 10, S. 15.
- Datenschutz von A - Z, Stichworte "Mikrozensus", "Statistikgeheimnis" und "Volkszählung", in: Bäumler / Breinlinger / Schrader (Hrsg.), Neuwied 1999.
- Parlamentarisches Fragerecht und Verantwortlichkeit der Landesregierung in Thüringen, Teil I, Thüringer Verwaltungsblätter 2000, 121.
- Parlamentarisches Fragerecht und Verantwortlichkeit der Landesregierung in Thüringen, Teil II: Die Problematik der natürlichen und juristischen Personen des Privatrechts, Thüringer Verwaltungsblätter 2000, 152.
- gemeinsam mit Dr. Hans Walter Sebastian Dette: Der Thüringer Landtag, Aufgaben und Arbeitsweise, in: Thüringer Landtag (Hrsg.), September 2000.
- Rezension: Roland Johne, "Die deutschen Landtage im Entscheidungsprozess der Europäischen Union", Zeitschrift für Gesetzgebung 2002, 393.
- Datenschutz in der amtlichen Statistik, in: Roßnagel (Hrsg.), Handbuch Datenschutzrecht, München 2003.
- Rezension: Müller-Terpitz, "Bundesrat und Europäische Union", Zeitschrift für Gesetzgebung 2003, 94.
- Die Parlamentarische Kontrolle des Verfassungsschutzes in Thüringen, Thüringer Verwaltungsblätter 2004, 1.
- Ein Plädoyer für den Ankauf weiterer Steuer-CDs, Deutsche Richterzeitung 2013, 240.
- Der Ausschuss der Regionen: Visionen für das europäische Mehrebenensystem, Fachzeitschrift "Der Landkreis", Heft 4/2014.
- Égalité: Das Thüringer Gesetz zur Einführung der paritätischen Quotierung ist verfassungswidrig, Thüringer Verwaltungsblätter 3/2021.
- Der Zensus 2022 in Thüringen, Thüringer Verwaltungsblätter 1/2022.
- gemeinsam mit Dr. Thomas Gößl: Rezension: Das Bundesstatistikgesetz als Grundgesetz der amtlichen Statistik – Kommentierung von Jürgen Kühling, C.H.Beck 2023, Neue Zeitschrift für Verwaltungsrecht 03/2024.
- Rezension: Paritätische Aufstellung von Kandidaten für Bundestagswahlen - eine verfassungsrechtliche Untersuchung; Valentin Martin Heimerl, Thüringer Verwaltungsblätter 3/2024